# Équipe d'Uruguay de football à la Copa América 1999
L'équipe d'Uruguay de football participe à sa 37e Copa América lors de l'édition 1999 qui se tient au Paraguay du 29 juin 1999 au 18 juillet 1999. Elle se rend à la compétition en tant qu'éliminée du 1er tour de la Copa América 1997.
Les Uruguayens terminent troisième du groupe C puis ils gagnent en quart de finale contre le Paraguay ainsi qu'en demi-finale contre le Chili après des séances de tirs au but. L'équipe perd 3-0 en finale contre le Brésil.

## Résultat

### Premier tour
| Classement final |           |     |   |   |   |   |    |    |      |
|                  | Équipe    | Pts | J | G | N | P | BP | BC | Diff |
| 1                | Colombie  | 9   | 3 | 3 | 0 | 0 | 6  | 1  | +5   |
| 2                | Argentine | 6   | 3 | 2 | 0 | 1 | 5  | 4  | +1   |
| 3                | Uruguay   | 3   | 3 | 1 | 0 | 2 | 2  | 4  | -2   |
| 4                | Équateur  | 0   | 3 | 0 | 0 | 3 | 3  | 7  | -4   |

| 1er juillet | Argentine | 3 | 1 | Équateur  |
| 1er juillet | Colombie  | 1 | 0 | Uruguay   |
| 4 juillet   | Colombie  | 3 | 0 | Argentine |
| 4 juillet   | Uruguay   | 2 | 1 | Équateur  |
| 7 juillet   | Argentine | 2 | 0 | Uruguay   |
| 7 juillet   | Colombie  | 2 | 1 | Équateur  |

| 1er juillet 1999 | Colombie    | 1 – 0   | Uruguay                    | Estadio Feliciano Cáceres (Luque)                        |                                                          |
|                  | Bonilla 20e | (1 - 0) | López 67e · Magallanes 90e | Spectateurs : 3 000 Arbitrage : Wilson de Souza Mendonça | Spectateurs : 3 000 Arbitrage : Wilson de Souza Mendonça |

| 4 juillet 1999 | Uruguay           | 2 – 1   | Équateur     | Estadio Feliciano Cáceres (Luque)                     |                                                       |
|                | Zalayeta 72e, 74e | (0 - 0) | Kaviedes 78e | Spectateurs : 18 000 Arbitrage : Mario Sánchez Yantén | Spectateurs : 18 000 Arbitrage : Mario Sánchez Yantén |

| 7 juillet 1999 | Argentine                                   | 2 – 0   | Uruguay | Estadio Feliciano Cáceres (Luque)                 |                                                   |
|                | Kily González 1re · Palermo 56e · Vivas 73e | (1 - 0) |         | Spectateurs : 20 000 Arbitrage : Gilberto Hidalgo | Spectateurs : 20 000 Arbitrage : Gilberto Hidalgo |

### Quart de finale
| 10 juillet 1999 | Uruguay           | 1 – 1 a.p. | Paraguay    | Estadio Defensores del Chaco (Asuncion)     |                                             |
| | Zalayeta 65e      | (0 - 1) | Benítez 15e | Spectateurs : 45 000 Arbitrage : Óscar Ruiz | Spectateurs : 45 000 Arbitrage : Óscar Ruiz |
| · Fleurquín · Guigou · Alonso · Zalayeta · Magallanes                                                                                        | Tirs au but 5 - 3 | · Acuña · Gamarra · Enciso · Benítez ·                                                                                             |             | Spectateurs : 45 000 Arbitrage : Óscar Ruiz | Spectateurs : 45 000 Arbitrage : Óscar Ruiz |
| Carini - Del Campo, Picún, Lembo ( 89e López), Bergara ( 62e Guigou) - Coelho, Fleurquín, García, Magallanes - Alvez ( 57e Alonso), Zalayeta | Équipes           | Tavarelli - Arce, Gamarra, Caniza, Toledo - Enciso, Paredes, Acuña, Alvarenga ( 67e Ovelar) - Benítez, Santa Cruz ( 76e Caballero) |             | Spectateurs : 45 000 Arbitrage : Óscar Ruiz | Spectateurs : 45 000 Arbitrage : Óscar Ruiz |

### Demi-finale
| 13 juillet 1999 | Uruguay           | 1 – 1 a.p. | Chili        | Estadio Defensores del Chaco (Asuncion)       |                                               |
| | Lembo 22e         | (1 - 0) | Zamorano 73e | Spectateurs : 7 000 Arbitrage : Ubaldo Aquino | Spectateurs : 7 000 Arbitrage : Ubaldo Aquino |
| · Del Campo · Guigou · Alonso · Zalayeta · Magallanes                                                                                           | Tirs au but 5 - 3 | · Vargas · Aros · Pizarro · Reyes · |              | Spectateurs : 7 000 Arbitrage : Ubaldo Aquino | Spectateurs : 7 000 Arbitrage : Ubaldo Aquino |
| Carini - Del Campo, Picún, Lembo, Bergara ( 81e Callejas) - Coelho, Fleurquín ( 65e Guigou), García, Magallanes - Alvez ( 53e Alonso), Zalayeta | Équipes           | Marcelo Ramírez - Palacios, Reyes, Miguel Ramírez, Vargas - Aros, Acuña, Estay, Sierra ( 73e Pizarro) - Zamorano ( 89e González), Salas |              | Spectateurs : 7 000 Arbitrage : Ubaldo Aquino | Spectateurs : 7 000 Arbitrage : Ubaldo Aquino |

### Finale
| 18 juillet 1999 | Brésil                         | 3 – 0 | Uruguay | Estadio Defensores del Chaco (Asuncion)     |                                             |
| | Rivaldo 20e, 27e · Ronaldo 46e | (2 - 0) |         | Spectateurs : 30 000 Arbitrage : Óscar Ruiz | Spectateurs : 30 000 Arbitrage : Óscar Ruiz |
| Dida - Cafu, João Carlos, Antônio Carlos, Roberto Carlos - Emerson, Flávio Conceição, Zé Roberto, Rivaldo - Amoroso, Ronaldo Entraîneur : Vanderlei Luxemburgo | Équipes                        | Carini - Del Campo, Picún, Lembo, Bergara ( 74e Guigou) - Coelho ( 56e Alvez), Fleurquín, Vespa ( 46e Pacheco), Callejas - Magallanes, Zalayeta · Entraîneur : Víctor Púa |         | Spectateurs : 30 000 Arbitrage : Óscar Ruiz | Spectateurs : 30 000 Arbitrage : Óscar Ruiz |

## Navigation